# Piz Cavradi
Piz Cavradi är en bergstopp i Schweiz.   Den ligger i regionen Surselva och kantonen Graubünden, i den centrala delen av landet, 100 km öster om huvudstaden Bern. Toppen på Piz Cavradi är 2 612 meter över havet, eller 351 meter över den omgivande terrängen. Bredden vid basen är 1,8 km.
Terrängen runt Piz Cavradi är huvudsakligen bergig. Runt Piz Cavradi är det glesbefolkat, med 9 invånare per kvadratkilometer.. Närmaste större samhälle är Silenen, 17,5 km norr om Piz Cavradi. 
Trakten runt Piz Cavradi består i huvudsak av gräsmarker.